# Sieber (Herzberg am Harz)
Pour les articles homonymes, voir Sieber.
Sieber est un quartier de la commune de Herzberg am Harz, dans le Land de Basse-Saxe.

## Géographie
Sieber se situe dans les montagnes du Haut-Harz, dans le parc naturel du Harz, à environ 7,5 km au nord-ouest du centre-ville de Herzberg. Il s'étend du nord-est au sud-ouest sur près de 2,5 km dans l'étroite vallée de la Sieber.

## Histoire
Le nom du lieu remonte à la rivière Sieber, il est mentionné pour la première fois en 1287 sous le nom de "Sevena". Il est basé sur la racine indo-européenne *seu-/*sou- (pleuvoir, gouttière), qui est un morphème de base commun pour les hydronymes en Europe.
Le village vit de l'exploitation forestière.
Des années 1960 aux années 1980, Harzwasserwerke présente des projets de construction de barrages dans la zone du village de Sieber sur la rivière Sieber en aval ou en amont du village. Le projet est abandonné en raison de la forte résistance des résidents locaux, en particulier de la région du sud du Harz.
Sieber appartenait à l'arrondissement de Zellerfeld. Il est dissout le 1er juillet 1972. Sieber passe dans l'arrondissement d'Osterode am Harz puis fusionne dans la ville de Herzberg am Harz.

## Personnalités liées au village
- Wilhelm Pook (1905-1993), architecte et urbaniste.
- Wilfried Ließmann (né en 1958), minéralogue.

## Source, notes et références
- (de) Cet article est partiellement ou en totalité issu de l’article de Wikipédia en allemand intitulé « Sieber (Herzberg am Harz) » (voir la liste des auteurs).

1. ↑  (de) « Zahlen, Daten, Fakten » (consulté le 16 septembre 2022)
2. ↑  (de) Statistisches Bundesamt, Historisches Gemeindeverzeichnis für die Bundesrepublik Deutschland. Namens-, Grenz- und Schlüsselnummernänderungen bei Gemeinden, Kreisen und Regierungsbezirken vom 27.5.1970 bis 31.12.1982, 1983 (ISBN 3-17-003263-1)